# 朴吉南
朴 吉南（パク・キルラム、박길남）は、朝鮮民主主義人民共和国の軍人。ソ連派に所属。ロシア名はニコライ・ニコラーエヴィチ・パク（ロシア語: Николай Николаевич Пак）。

## 経歴
1911年、ニコリスク・ウスリースキー出身。1934年9月から1936年10月までソ連軍に勤務。1938年、ソ連軍に再招集。1941年、ソ連軍偵察学校卒業。兪成哲によれば朴吉南は偵察学校の朝鮮人学生としては1期生で、朴を含め同期は6人だった。極東ソ連軍に配属され、日本軍支配地域に潜入工作。東北抗日連軍で活動。第88旅団に配属され、第1大隊第2中隊小隊長。この部隊には金日成がいたが、朴の妻が軍服の丈を詰めてくれという金日成の頼みを断ったことから憎しみを買ったという。
1945年9月、第88旅団隊員と共にソ連軍艦のプガチョフ号に乗船して9月19日に元山港に入港。第25軍政治委員レベデフ少将の通訳に任命。
1946年7月20日、中央保安幹部学校が開校して射撃学部部長に就任。同年9月、保安幹部訓練大隊工兵副部長。
1948年、工兵部長の黄虎林が副総参謀長に昇進すると、工兵部長に就任。
同年9月、民族保衛省工兵局長。
1950年6月23日、朝鮮人民軍前線司令部工兵局長。
1950年代後半に逮捕され、40日間イデオロギー調査をされる。釈放後はソ連大使館のマルチェフスキー将軍の部署に避難し、長期に及ぶ交渉の結果、ソ連大使館は、朴を朝鮮当局からソ連に帰す許可を得た。これには朴の妻がソ連のエリート達に知られており、そのコネクションから決定されたと言われている。

## 人物
- 部下である朱栄福が日本軍に服務していたことを知っていたが、彼を信じて昇進の推薦などを行った。朱は「こんな良い上官に仕えてきたのを、僕は幸いだと思う。こういう人には一生のうち二度と会えるものでない」と書いている[16]。
- 1950年8月の解放記念日に「いったい日本の武力統治時代に、彼らに協力せずにどうやって国民が存続しえただろう。南朝鮮に反動分子は多いというが、環境によって当局に協力しなければならないのは、当たり前じゃないか」とつぶやいている[16]。
- 兪成哲は朴を親友と見ていた[17]。いつ粛清されるか戦々恐々としていたときに訪れて「金日成はいま、三種の類型に分類した粛清名簿を持っている。第一の分類対象は処刑し、第二の分類は無期限労役に就かせ、第三の分類は出国を希望すれば、追放するということになっている。ぼくらは第三の分類に入れられている」と教えてもらったという[17]。

## 勲章
- 赤旗勲章 - 2回
- 戦功記章（ロシア語版） - 1950年
- 赤星勲章 - 1954年
- 第1級国旗勲章 - 2回
- 第2級国旗勲章
- 第3級国旗勲章
- 朝鮮民主主義人民共和国英雄[3]。

## 参考
- 東亜日報,韓国日報 編 著、黄民基 訳『金日成 その衝撃の実像』講談社、1992年。ISBN 4-06-205863-4。
- 和田春樹『金日成と満州抗日戦争』平凡社、1992年。ISBN 4-58-245603-0。
- 朱栄福『朝鮮戦争の真実 元人民軍工兵将校の手記』悠思社、1992年。ISBN 4-946424-35-0。
- 赤木完爾 編『朝鮮戦争 休戦50周年の検証・半島の内と外から』慶應義塾大学出版会、2003年。ISBN 4-7664-1038-6。
- アンドレイ・ランコフ 著、下斗米伸夫,石井知章 訳『スターリンから金日成へ 北朝鮮国家の形成1945～1960年』法政大学出版局、2011年。ISBN 978-4-5886-0316-7。
- 金賛汀『北朝鮮建国神話の崩壊 金日成と「特別狙撃旅団」』筑摩書房〈筑摩選書〉、2012年。ISBN 978-4-48-001542-6。
- 우동현 (2016) (PDF). 1945～1950 년  재북  소련계  조선인의  활동과  성격. ソウル大学校大学院 2019年1月25日閲覧。.
- Шин, Д.В.; Пак, Б.Д.; Цой, В.В. (2011) (PDF), СОВЕТСКИЕ КОРЕЙЦЫ на фронтах Великой Отечественной войны 1941–1945 гг., ИВ РАН 2024年10月12日閲覧。